# Тасьма
Тасьма — вузька ткана чи плетена смужка, що знаходить найрізноманітніше застосування в домашньому побуті, шитті суконь, електротехніці тощо.
Від стрічки тасьма відрізняється, головним чином, тим, що стрічка служить переважно прикрасою, тим часом як тасьма призначається для зв'язування і стягання частин одягу і т. п., внаслідок чого міцність для неї є однією з необхідних якостей. Тому на виготовлення тасьми йдуть нитки з міцніших матеріалів: льону, бавовни, рідше вовни та шовку, що з'єднуються найпростішими переплетеннями: полотняним, саржевим, рідше атласним.
Зустрічається також плетена тасьма. По суті ж ткана тасьма і стрічка є одним і тим же продуктом ткацтва.
Окрім виготовлення одягу, тясьма використовується в електротехніці, в тому числі — для стягування обмоток електричних двигунів — через що отримала назву кіперна стрічка.